# Harry Cobe
Harry H. Cobe, né le 17 décembre 1885 à Wakefield et décédé le 24 juillet 1966 à Manchester (East Candia, New Hampshire, à 80 ans), était un pilote automobile américain spécialiste au début du XXe siècle de courses automobiles d'endurance.

## Carrière
Sa carrière au volant s'étale entre 1907 et 1911.
Pilote officiel Lozier puis Jackson, il est primé au printemps 1911 lors de l'International Sweepstake, pour son adresse au volant durant un accident de course.

## Palmarès
- 24 Heures de Brighton Beach 1908 (septembre, en tête dès la dixième heure), avec Ralph Mulford sur Lozier 60HP 6 cylindres;
  - 2e des 24 Heures de Brighton Beach 1908 (octobre, autre épreuve), avec Mulford et Harry Michener sur Lozier 50HP;
  - 2e des 24 Heures de Brighton Beach 1909 (octobre), avec Joe Seymour sur Lozier 50HP;
  - 3e des 24 Heures de Brighton Beach 1907 (août), avec Bob Burman sur Jackson 40;
  - 10e de la première édition des 500 miles d'Indianapolis en 1911, sur Jackson avec Louis Schwitzer (en);
  - participation à la Coupe Vanderbilt 1911 à Savannah (14e, sur Jackson);
  - participation au troisième Grand Prix des États-Unis en 1911 (abandon à Savannah, sur Marquette-Buick).